# Love Love Love (Lenny Kravitz)
Love Love Love è una canzone scritta da Lenny Kravitz e Craig Ross per l'album del 2008 di Kravitz It's Time for a Love Revolution e dal 18 aprile 2008 resa disponibile per il download digitale come terzo singolo estratto.

## Il videoclip
Il video prodotto per Love Love Love è stato reso disponibile sul canale YouTube di Lenny Kravitz il 18 aprile 2008.

## Classifiche
| Paese    | Posizione più alta |
| -------- | ------------------ |
| Germania | 92                 |